# Hildegardo Bacilio Gómez
Hildegardo Bacilio Gómez (n. 17 de septiembre de 1955 en Santa Úrsula, Hidalgo) es un médico militar retirado, activista y político mexicano. Se desempeñó como teniente coronel médico en el Ejército Mexicano y participó en una manifestación pública inédita en 1998 para exigir respeto a los derechos humanos dentro de las Fuerzas Armadas. Ha sido candidato a presidente municipal de Naucalpan en varias elecciones, y ha impulsado iniciativas sociales en el Estado de México e Hidalgo.

## Formación y carrera médica
Estudió medicina en la Escuela Médico Militar, donde se graduó como médico cirujano y partero. Posteriormente cursó la especialidad en ginecología y obstetricia en el Hospital Español de México, y una maestría en medicina perinatal en el Instituto Nacional de Perinatología.

## Carrera militar
Durante su carrera militar, prestó servicios en distintas unidades del Ejército Mexicano y alcanzó el grado de teniente coronel. Fue jefe de áreas como Consulta Externa, Urgencias y Tococirugía en el Hospital Central Militar.

## Protesta de 1998
El 18 de diciembre de 1998, encabezó una marcha de militares en el Paseo de la Reforma de Ciudad de México, con el nombre de “Comando Patriótico de Concientización del Pueblo”, para exigir respeto a los derechos constitucionales de los soldados.
A raíz de esta protesta, Bacilio Gómez fue detenido y acusado de múltiples delitos, incluyendo insubordinación y sedición. Fue recluido en la prisión militar de Mazatlán, donde denunció malos tratos. En 2001, el presidente Vicente Fox ordenó revisar su caso y fue liberado por sobreseimiento de los cargos.

## Actividad política
Tras su liberación, fundó el periódico “El Ciudadano” y comenzó a incursionar en la política. Ha sido candidato a presidente municipal de Naucalpan en 2003 por el Partido Parlamento Ciudadano, en 2006 por el PRD, y en 2012 por Movimiento Ciudadano. También participó en la fundación del partido Morena.

## Activismo social
En 2004 creó el grupo “Comandos Ciudadanos”, una iniciativa que ofrecía servicios médicos gratuitos en comunidades marginadas del Estado de México e Hidalgo, también hacía activismo a favor del entonces Jefe de Gobierno Andrés Manuel López Obrador. El movimiento fue presentado como una propuesta ciudadana para acercar la salud a sectores vulnerables.